# Kováts Tamás József
Kováts Tamás József, Kovács (Szabadka, 1783. november 23. – Pannonhalma, 1841. január 5.) pannonhalmi főapát.

## Élete
A bencés rend visszaállítása után egy évvel, 1803. november 3-án lépett a rendbe Pannonhalmán, 1804. november 24-én ünnepélyes fogadalmat tett, 1811. április 23-án szentelték pappá. 1804 és 1807 között gimnáziumi tanár volt Győrött, majd két évig hitszónok ugyanott. 1809-ben helyezték vissza Pannonhalmára ahol hitszónokként működött, majd pappá szentelése után teológiai doktorátusára készült. 1813-tól volt a pannonhalmi főiskola teológiai tanára, 1827-től főapáttá választásáig pedig főmonostori perjel. Nagy- és Kis-Füss egyházi székek örökös és valóságos főispánja volt. 